# برينت بريكي
برينت بريكي (بالإنجليزية: Brent Brekke)‏ هو لاعب هوكي الجليد أمريكي، ولد في 16 أغسطس 1971 في مينوت في الولايات المتحدة.